# Валсроде
Валсроде (на немски: Walsrode) е град в Германия.

## География
Валсроде е в провинция Долна Саксония. Разположен е на река Бьоме. Население 24 433 към 30 юни 2005 г.

## История
Градът е основан на 7 май 986 г.

## Личности родени във Валсроде
- Ханс Брюгеман (1480-1540), германски скулптор
- Марен Кройман (р.1949), германска киноактриса и певица

## Личности свързани с Валсроде
- Драфи Дойчер (1946-2006), германски певец, композитор и музикален продуцент
- Херман Льонс (1866-1914), германски писател
- Лиза Полит (р.1956), германска политичка